# Karl Wessely (Mediziner)

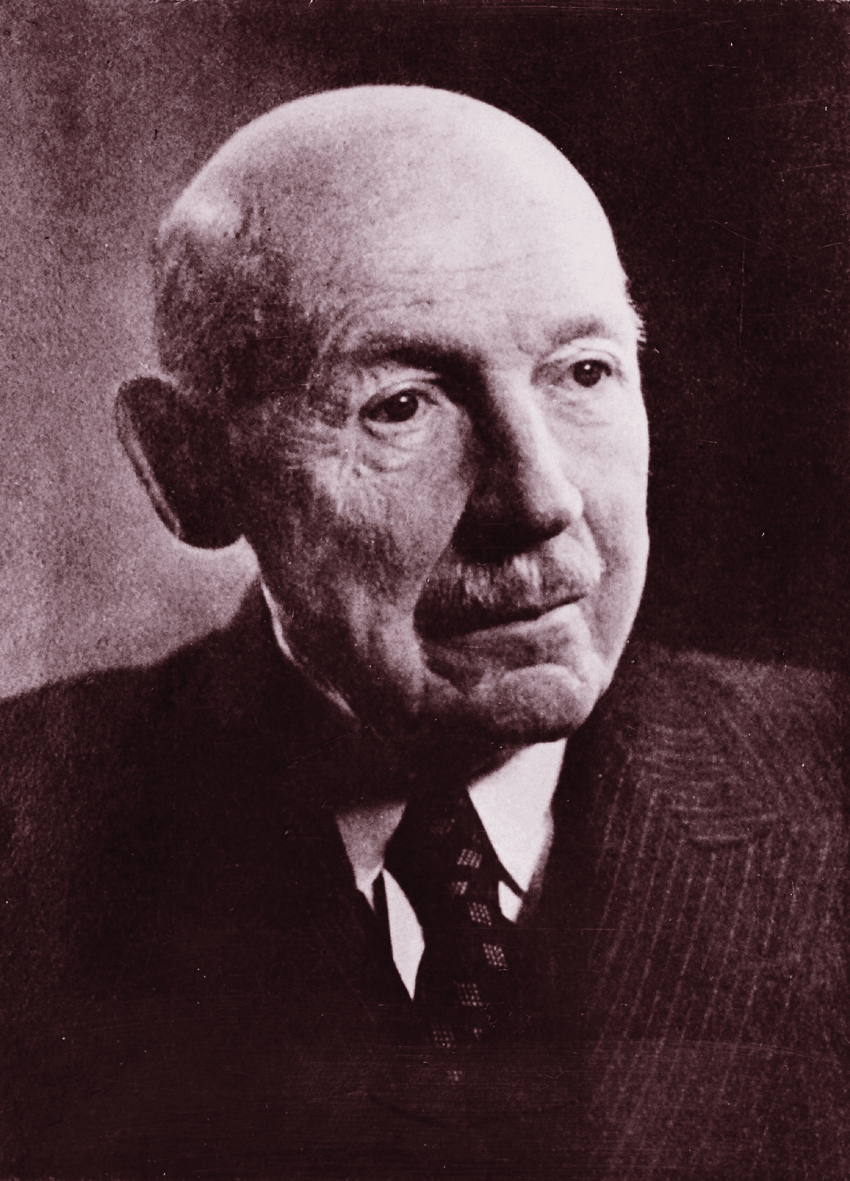
Karl Wessely, 1950

Karl Wessely (* 6. April 1874 in Berlin; † 25. Februar 1953 in München) war ein deutscher Ophthalmologe und Professor für Augenheilkunde.

## Herkunft
Wesselys Vorfahren waren galizische Juden aus Bar (Schmerynka). Viele wurden 1648 Opfer von Pogromen im Chmelnyzkyj-Aufstand. Sein Urgroßvater war Hartwig Wessely. Großvater war der Bleicheroder Arzt Moritz August Wessely (1800–1850).
Er trat 1845 vom jüdischen zum protestantischen Glauben über und erhielt den Titel Großherzoglich-Nassauischer Geheimer Hofrat und Königlich-Preußischer Geheimer Sanitätsrat. Die Eltern Karl Wesselys waren der Königlich-Preußische Geheime Sanitätsrat und Stabsarzt der Reserve August Hermann Wessely, geboren am 21. Juni 1840 in Nordhausen, und Mathilde Isabelle Wessely, geboren am 9. Mai 1846 in Warschau als Tochter der evangelischen Verlagsbuchhändler August und Emma Glücksberg geb. Landshutter. Sie heirateten am 30. Mai 1868 in Berlin. August Hermann Wessely verstarb am 1. Dezember 1914 in Charlottenburg und Mathilde Isabelle Wessely am 25. September 1933.

## Leben
In Berlin wurde Wessely am 10. Juni 1874 getauft und am 20. September 1889 konfirmiert. Ostern 1893 bestand er die Reifeprüfung am Luisenstädtischen Gymnasium. Nach dem Abitur studierte er Medizin an der Friedrich-Wilhelms-Universität und der Ruprecht-Karls-Universität Heidelberg. Seine Lehrer waren Carl Gegenbaur, Wilhelm Kühne, Wilhelm Erb und Julius Hirschberg. Hirschberg gewann und begeisterte Wessely für die Augenheilkunde. Noch als Student schrieb Wessely seine erste Publikation. Ihr folgten 300 weitere. Nachdem er am 24. August 1898 in Heidelberg das Staatsexamen bestanden hatte („sehr gut“), ging er für drei Jahre zu Theodor Leber. Mit einer von Leber angeregten Dissertation wurde er 1900 in Heidelberg summa cum laude zum Dr. med. promoviert. Zur augenärztlichen Ausbildung ging er 1901 zu Carl von Heß an der Julius-Maximilians-Universität Würzburg.

### Berlin und Würzburg
1902 kehrte Wessely in seine Geburtsstadt Berlin zurück, wo er fünf Jahre lang als praktizierender Augenarzt in seiner Privatklinik tätig war. Zwar forschte er zugleich bei dem Physiologen Theodor Wilhelm Engelmann; aber – wie Walther Löhlein erkannte – konnte ihn die tägliche Praxis auf Dauer nicht befriedigen. Von den Ordinarien in Würzburg, Breslau und Königsberg zur Rückkehr in die Hochschullaufbahn aufgefordert, kehrte Wessely 1907 an die Würzburger Augenklinik zurück. Dort war sein früherer Lehrer Hess der wohl bedeutendste deutsche Ophthalmologe. Wessely übernahm eine Oberarztstelle und habilitierte sich 1908 über das Glaukom. Die Habilitationsschrift und die Disputation hinterließen bei der Fakultät einen ausgezeichneten Eindruck. Wessely wurde daraufhin am 11. Juli 1908 zum Privatdozenten ernannt. Um ihn in Würzburg zu halten, wurden ihm schon zwei Jahre später Titel und Rang eines außerordentlichen Professors verliehen. Als Hess auf den Münchener Lehrstuhl wechselte, wurde Wessely am 29. Januar 1913 von Eugen von Knilling zu seinem  Nachfolger ernannt.

### Erster Weltkrieg
Im Ersten Weltkrieg schon am dritten Mobilmachungstag zum Deutschen Heer einberufen, kam er über Bonn und Lüttich an die Westfront. In der Kriegslazarettabteilung des Gardekorps wurde er in der Schlacht an der Sambre (1914) eingesetzt. Anders als die späteren Lazarette im Stellungskrieg wurde die Abteilung Wesselys im Operationsgebiet an der Front verwendet. In kleinen Einzelgruppen musste sie die Ärzte in den Feldlazaretten unterstützen. Ein weiteres Einsatzgebiet war die Schlacht an der Aisne (1914). Später wurde das Kriegslazarett nach Cambrai und Kortrijk verlegt. Als der Einsatz von Giftgas immer mehr augenärztliche Hilfe verlangte, wurde Wessely noch zur Einrichtung einer Augenstation in ein anderes Lazarett abkommandiert. Als Stabsarzt der Reserve experimentierte er während des Krieges nebenbei am Kaiser-Wilhelm-Institut für physikalische Chemie und Elektrochemie über Medikamente zum Augenschutz bei Gaseinsatz. Nach einem Jahr wurde er wieder für die Leitung der Würzburger Augenklinik freigestellt. Dort leitete er als Stabsarzt das Reservelazarett bis zur Demobilisierung. Über seine militärärztlichen Erfahrungen berichtete er in Publikationen.

### Würzburg
Für den Würzburger Pädiater Hans Rietschel galt Wessely „schon in seiner Würzburger Zeit als erster Ophthalmologe Deutschlands“. Während Wesselys Zeit als Klinikleiter in Würzburg wurde die erste Frau im Fach Augenheilkunde promoviert. Nachdem er wiederholt dem akademischen Senat angehört hatte, wurde er für das akademische Jahr 1921/22  (in einem zweiten Wahlgang) zum Rektor der Universität Würzburg gewählt. Seine Rektoratsrede widmete sich Goethes und Schopenhauers Stellung in der Geschichte der Lehre von den Gesichtsempfindungen. Am 11. Mai 1922 sprach er bei der Enthüllung der Gedenktafeln für die Gefallenen der Universität Würzburg:

„Vier schlichte Tafeln sind es, ohne jeden bildlichen Schmuck, die wir heute enthüllen. Nichts lenkt den Blick von ihrem wesentlichen Inhalt ab, denn was dieser Marmor bringt, das sind die Namen der 400 der Alma Julia angehörenden Kämpfer, die ihre Hingabe an das Vaterland mit dem Tode besiegelten. […] Im Geiste aber erleben wir noch einmal mit die Stunden, wo Deutschland wider seinen Willen aufgerufen wurde zum Kampfe, wo das deutsche Volk in seiner Einmütigkeit, wie sie nie zuvor gesehen war, aufstand zum Schutze seiner heiligsten Güter, wo die ganze akademische Jugend mitsamt ihren Lehrern, soweit diese noch Waffen tragen konnten, zur Fahne eilte. All jene, die wir heute ehren, sie sind nicht um eigensüchtiger Ziele eines Volkes, nicht um Mehrung der Macht ins Feld gezogen, sondern um zu schützen und zu erhalten: deutschen Boden, Heim und Herd, deutsche Sprache, deutsche Art und Sitte. Und daß trotz des Vernichtungswillens und der Übermacht der Gegner heute noch ein deutsches Volk, ein deutsches Land besteht, das danken wir all denen, die, wie diese unsere Kommilitonen, ihr Leben dafür ließen. […] Kein Scharfsinn eines Politikers oder Historikers, eines Philosophen oder Naturwissenschaftlers vermag zu zergliedern, worin letzten Endes der Idealismus der Vaterlandsliebe wurzelt. So wenig wie der Arzt zu sagen weiß, was Heimwehkrankheit ist. Aber wir alle wissen von Jugend auf, daß wir Erdgeborenen an den Boden, aus dem wir entsprossen, an die Sprache, in der wir zu Menschen geworden, mit so unzerreißbaren Fasern gebunden sind, daß unser Bestes in uns verkümmert, wenn diese Wurzeln unserer Kraft vernichtet werden. Die Worte Vaterland und Muttersprache, sie sagen es uns immer wieder mit geheimer Gewalt, daß wir uns selbst untreu werden, wenn wir sie aufgeben, so wie der Einzelne, der sich von Vater und Mutter löst.“

1924 folgte Wessely dem Ruf der Ludwig-Maximilians-Universität München als Nachfolger von Carl von Hess. Wesselys Nachfolger in Würzburg wurde Franz Schieck.

### München
Nachdem sein Lehrer Carl v. Hess 1924 in München gestorben war, folgte Wessely ihm auf den Münchener Lehrstuhl an der Universitäts-Augenklinik in der Mathildenstraße. Die Rufe der Universität Wien und der Universität Zürich hatte er zuvor abgelehnt. Sein Nachfolger in Würzburg wurde Franz Schieck. Die Kongregation der Schwestern des Erlösers entsprach Wesselys Wunsch und entsandte – gegen den anfänglichen Widerstand des Kardinals Michael von Faulhaber – 25 Ordensschwestern nach München. Sie übernahmen die Arbeiten in Pflegedienst, Ambulanz, Operationssaal, Küche, Verwaltung, Labor und Röntgen. Zum Dank ließ Wessely ihnen 1927 eine Kapelle einrichten. Seine Vorlesung zur Sinnesphysiologie war einzigartig und sorgte für überfüllte Hörsäle. Von 1927 bis 1938 saß er im Vorstand der Deutschen Ophthalmologischen Gesellschaft.
Er vertrat die deutschen Ophthalmologen auf der Delegiertenkonferenz in Scheveningen (1927) und auf dem ersten internationalen Kongress nach dem Krieg (1929). Seine Vorträge in Luzern (1904), Neapel (1909) und Amsterdam (1929) brachten ihm und der Fachgesellschaft Respekt und Anerkennung. Vor allem aus Italien, den Niederlanden und den Vereinigten Staaten hospitierten viele Kollegen an der Münchener Klinik.
Bereits am 1. Dezember 1930 hetzte der Völkische Beobachter gegen Wessely. Wie Alfred Bielschowsky und Aurel von Szily wurde Karl Wessely am 25. Oktober 1935 vom Bayerischen Staatsministerium für Unterricht und Kultur nach dem Gesetz zur Wiederherstellung des Berufsbeamtentums beurlaubt – obwohl sie noch ein Jahr zuvor erneut auf Adolf Hitler vereidigt worden waren. Es folgte die zwangsweise Versetzung in den Ruhestand, die offiziell zum 31. Dezember 1935 wirksam wurde. Die Reichsstelle für Sippenforschung stellte am 18. August 1936 Wesselys „volljüdische Abstammung“ fest. Der Internationale Ophthalmologenrat intervenierte beim Reichsaußenminister und erreichte, dass Wessely Ruhebezüge, Berufserlaubnis und Reisefreiheit gewährt wurden. Über die zustehenden Versorgungsbezüge blieb die Entscheidung vorbehalten. Weshalb Wessely die Approbation – anders als bei allen anderen jüdischen Ärzten – auf ausdrückliche Anordnung Hitlers nicht entzogen wurde, ist unbekannt. Dass Wessely bereits vor dem Krieg Beamter und von 1933 bis 1935 im Stahlhelm, Bund der Frontsoldaten gewesen war und Ferdinand Sauerbruch auf den Frontdienst und das Eiserne Kreuz verwiesen hatte, könnte Bedeutung gehabt haben.
Nach dem Ende der NS-Herrschaft kehrte Wessely 1945 trotz seines hohen Alters auf Wunsch der Bayerischen Staatsregierung auf den Lehrstuhl zurück. Die Luftangriffe auf München hatten zwei Drittel der Klinikgebäude zerstört. Ein Operationssaal und 100 Betten konnten in der Hebammenschule der Frauenklinik an der Maistraße eingerichtet werden. 1950 leitete Wessely die Tagung der Deutschen Ophthalmologischen Gesellschaft in München. Nach längerer Unterbrechung durch den Zweiten Weltkrieg konnte die von ihm gegründete Bayerische Augenärztliche Vereinigung 1952 ihre Tätigkeit wieder aufnehmen.
Seinen Nachfolger in Würzburg überlebte Wessely um sieben Jahre. Er starb mit 78 Jahren und wurde am 2. März 1953 auf dem Waldfriedhof (München) beigesetzt.

„Mit Karl Wessely ist ein Hochschullehrer, Arzt und Forscher dahingegangen, der zu den bedeutendsten und markantesten Persönlichkeiten der ophthalmologischen Fachwelt zählte und in nicht geringem Maße dazu beigetragen hat, den Ruf und die Bedeutung deutscher medizinischer Forschung in der Welt zu mehren und zu festigen.“

## Würdigung
Trotz seiner überragenden Bedeutung gibt es kaum biographische Beiträge über Wessely. Das erstaunt auch deshalb, weil 32 Fachzeitschriften aus aller Welt die Nachricht von seinem Tod brachten und sein Werk würdigten. Darunter waren:
- Albrecht von Graefes Archiv für klinische und experimentelle Ophthalmologie
- American Journal of Ophthalmology
- American Journal of Physiology
- Archives of Ophthalmology
- Archives of Pathology
- British Medical Journal
- Chemotherapy
- European Neurology
- Investigative Ophthalmology & Visual Science
- Journal of Immunology
- Nature
- Zeitschrift für Kreislaufforschung

## Ehrungen
- Eisernes Kreuz 2. Klasse (21. Dezember 1914)
- Geheimer Medizinalrat (Bayern) (1923)
- Wahl in die Deutsche Akademie der Naturforscher Leopoldina (17. Januar 1929)
- Ehrendoktor der Universität Utrecht (1936)
- Ehrenmitglied der Gesellschaft der Ärzte in Wien (1937)
- Vorsitzender der Deutschen Ophthalmologischen Gesellschaft (1948–1951)
- Ehrenmitglied der Wiener und Ungarischen Gesellschaft der Ärzte
- Ehrenmitglied  der Interstate Postgraduate Medical Association von Nordamerika
- Ehrenmitglied der Physikalisch-Medizinischen Gesellschaft, Würzburg (8. Dezember 1949)
- Wesselystraße in München Harthof (21. November 1967)
- Stiftung der Wessely-Medaille durch die Herausgeber und Verleger der ZPA – Zeitschrift für praktische Augenheilkunde & Augenärztliche Fortbildung, des späteren Kaden Verlags (1974)
- nach Wessely benannt ist eine Keratits nicht-infektiöser Genese: Wessely-Immunring[16]

## Nachlass und Quellen
Sein persönlicher Nachlass wird im Deutschen Medizinhistorischen Museum verwahrt.
Die Personalakten Wesselys befinden sich im Bayerischen Hauptstaatsarchiv (MK 44514, MK 69379). Die Akte „Wessely, Karl“´ im Archiv der Universität Würzburg (UWü ARS 891) enthält den Schriftverkehr mit Behörden, Ämtern und Kliniken.

## Veröffentlichungen
- Auge und Tonuslage im vegetativen Nervensystem. In: Münchener Medizinische Wochenschrift. Band 95, Nr. 1, 2. Januar 1953, S. 43–47.